# Laub (Prichsenstadt)
Laub ist ein Kirchdorf und Stadtteil von Prichsenstadt (Landkreis Kitzingen, Unterfranken, Bayern).

## Geographische Lage
Laub liegt im Westen des Prichsenstädter Gemeindegebietes am Mainzufluss Schwarzach. Im Norden beginnt die Gemarkung des Prichsenstädter Ortsteils Stadelschwarzach, das mit Laub durch die Bundesstraße 22 verbunden ist. Der Westen wird von Prichsenstadt eingenommen, die Staatsstraße 2260 verbindet die beiden Orte. Im Süden beginnt das Gebiet des Marktes Wiesentheid mit dem  Michelheidewald, der zum Ortsteil Reupelsdorf gehört. Reupelsdorf liegt im Südwesten. Weiter westlich liegen die Ortsteile Dimbach und Eichfeld der Stadt Volkach.
Naturräumlich ist Laub und seine Gemarkung Teil des sogenannten Steigerwaldvorlandes von Neuses. Charakteristisch für diesen Teil des Iphofen-Gerolzhofener Steigerwaldvorlandes ist das hügelige Erscheinungsbild mit den schmalen Tälern kleiner Bäche. Unter anderem erreicht in der Gemarkung Laub der etwa 1,5 Kilometer lange Zufluss Marbach die Schwarzach. Um Laub entspringen auch einige Bäche, darunter der Bernbach.
Durch den Ort verläuft der Fränkische Marienweg.

## Geschichte

### Castell und Schwarzach (bis 1339/1340)
In der Gemarkung von Laub entdeckte man mehrere Brandgräber der Hallstattzeit, die auch noch während der Latènezeit belegt wurden.  Im äußersten Südwesten der Lauber Fluren gab es eine Siedlung der Bronzezeit. Das heutige Dorf ist wahrscheinlich eine recht späte Gründung. Erstmals erwähnt wurde es im Jahr 1230 als „Loube“. Der Ortsname leitet sich von den geografischen Begebenheiten in der Umgebung ab und verweist auf einen Laubwald.
Am 18. Januar 1230 tauchte der Ort in einer Urkunde der Fürstbischöfe von Würzburg auf. Damals musste Graf Rupert II. zu Castell nach einer verlorenen Fehde auf einen Großteil seiner Vogteien verzichten, Nutznießer war der Bischof Hermann I. von Lobdeburg. Laub gelangte zusammen mit Kirchschönbach, Reupelsdorf, Eichfeld, Astheim, Volkach und anderen Orten an das Hochstift Würzburg. Bischof Andreas von Gundelfingen übergab am 23. Juni 1306 die Vogtei über „Laube“ an die Abtei Münsterschwarzach.
Die Grafen zu Castell gelangten in Laub um 1314 allerdings neuerlich zu Einfluss, als Gottfried III. von Würzburg die Vogtei als Lehen an Castell übergab. Zugleich begann die Familie Teufel, die als große Wohltäter für das Kloster Ebrach auftraten, dort Güter zu erwerben. Noch 1326 konnte der Besitz des Klosters Schwarzach im Ort bestätigt werden. Am 16. September 1339 verkaufte die Abtei den Ort für 1340 Pfund Heller endgültig an die Familie Teufel. Die Stifter übergaben am 6. April 1340 ihr Dorf Laub an das Würzburger Bürgerspital als größte Zustiftung.

### Das Würzburger Bürgerspital (bis 1804/1807)
Die Stiftung war mit dem Auftrag verbunden, aus den Erträgen des Dorfes insgesamt zwölf Kranke zu verpflegen und das Dorf niemals zu teilen. Bei einer Zuwiderhandlung sollte Laub wieder an das Benediktinerkloster in Münsterschwarzach fallen. Das Bürgerspital machte sich daran, den neuerworbenen Besitz abzurunden und kaufte im Jahr 1386 einen Hof der Herren von Seinsheim. Nachdem man 1392 auch die Güter des Hartmut Fuchs von Dornheim und Bimbach erworben hatte, war Laub ganz unter der Grundherrschaft des Bürgerspitals.

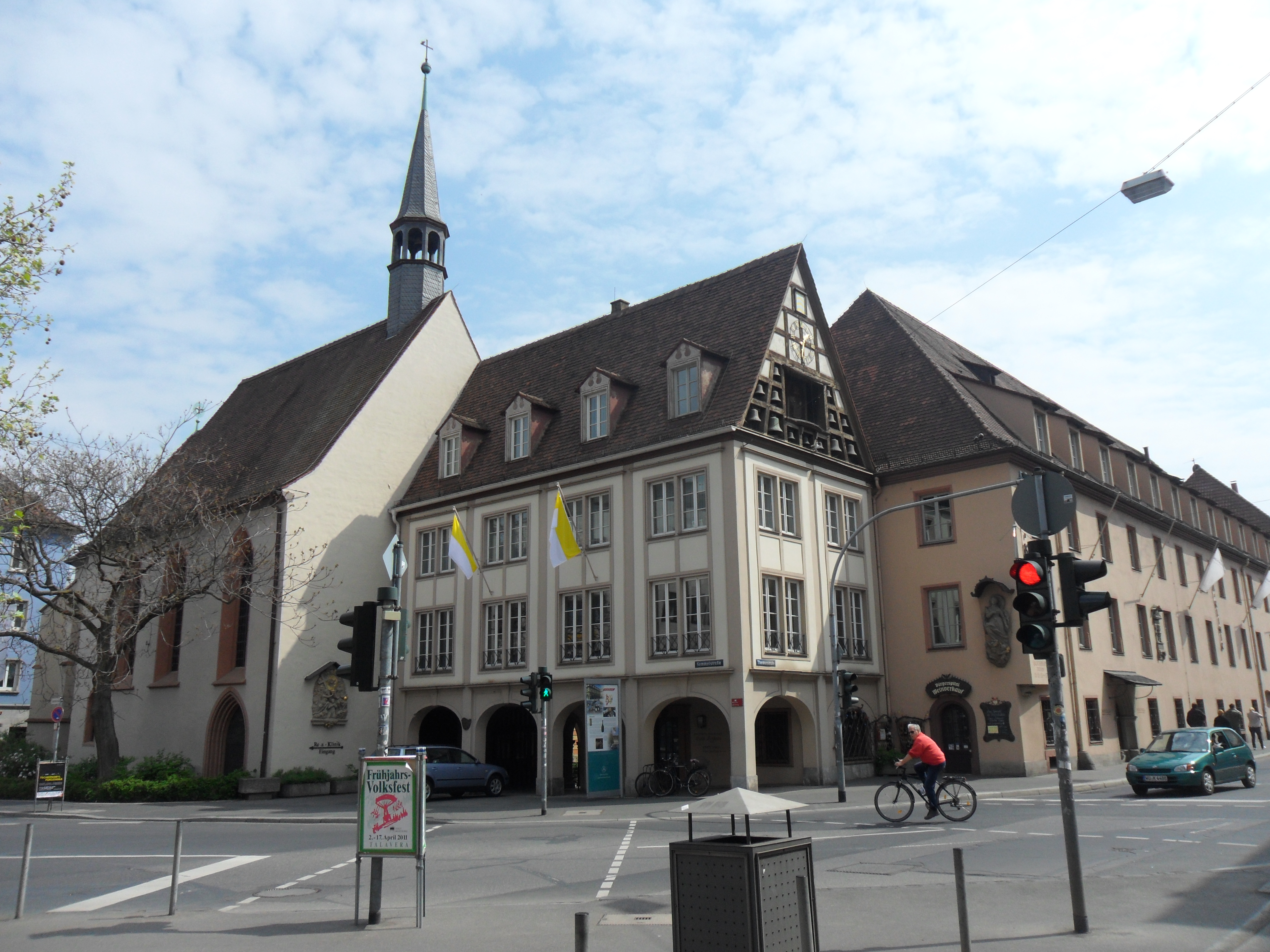
Das Bürgerspital in Würzburg

Das Dorf hatte seit 1376 eine Sonderstellung in der näheren und weiteren Umgebung, da der Bischof von Würzburg dem Bürgerspital einen Verzicht auf alle Steuern auf ewige Zeit versprochen hatte, sodass auch die Lauber keine Abgaben zu zahlen hatten und dort keine Leibeigenschaft herrschte. Zugleich verzichtete Würzburg auf jegliche Hoheitsrechte im Ort. Dieses Versprechen sorgte immer wieder für Probleme, so forderte Würzburg in den Jahren 1485/1486 Steuern von seinem Spital, die nie gezahlt wurden.
Im 16. Jahrhundert plante man, eine Türkensteuer einzuheben, um das Vordringen der Osmanen zurückschlagen zu können. Die Steuereintreiber in Laub gingen mit Gewalt vor. Daraufhin protestierte der Rat der Stadt Würzburg und die Steuer wurde zurückgenommen. Das Bürgerspital errichtete in Laub  im 16. Jahrhundert ein Amtshaus, um seine Macht zu demonstrieren. Gleichzeitig breitete sich das Luthertum im Ort aus, sodass in Laub die Gegenreformation des Julius Echter von Mespelbrunn forciert wurde. Bis 1692 war der Ort wieder rein katholisch.
Während des Dreißigjährigen Krieges hatte Laub ganz besonders unter Plünderungen und Durchzügen zu leiden. Viele Einwohner flohen in die Wälder des Steigerwaldes, sodass weite Teile des Ortes wüst lagen. Das Spital forderte seine Untertanen auf, zurückzukehren und bot als Anreiz eine Zehntbefreiung, nachdem während des Krieges die Steuerbefreiung teilweise aufgehoben worden war. Erst 1666 kehrte man zur Steuerfreiheit zurück. 
Im Jahr 1680 ging ein Angebot von Fürstbischof Peter Philipp von Dernbach beim Bürgerspital ein. Der Grundherr wollte das Dorf Laub kaufen, da es nahe an Wiesentheid lag. Der Advokat des Bürgerspitals lehnte den Kauf oder einen Tausch schließlich ab. Im 18. Jahrhundert hatten die Bürger von Laub um ihre Unabhängigkeit zu kämpfen. So weigerten sie sich 1787, Frondienste zum Straßenbau für den Bischof von Würzburg zu leisten.

### In Bayern
Mit der Säkularisation und der Mediatisierung zu Beginn des 19. Jahrhunderts wurde die Oberherrschaft des Bürgerspitals aufgehoben und das Hochstift Würzburg aufgelöst. Erst im Jahr 1807 hob die Regierung des Großherzogtums Würzburg, das auf dem Gebiet entstanden war, die Steuerfreiheit von Laub auf. Bereits im Jahr 1804 war der Ort an das Landgericht Volkach gekommen. Noch immer versuchten die Lauber, ihre Befreiung vom Militärdienst geltend zu machen.
Mit der Deutschen Revolution des Jahres 1848 war die sogenannte Grundherrschaft nicht mehr zeitgemäß und man hob sie auf. Eine Ablösekasse wandelte das Bürgerspital in eine reine Stiftung um. Sie musste ihren Besitz, auch das Dorf Laub, verkaufen. Laub war während des 19. und der ersten Hälfte des 20. Jahrhunderts eine Gemeinde in Bayern. Im Jahr 1972 wurde sie in die benachbarte Stadt Prichsenstadt eingemeindet und verlor ihre jahrhundertelange Unabhängigkeit.

## Kultur und Sehenswürdigkeiten

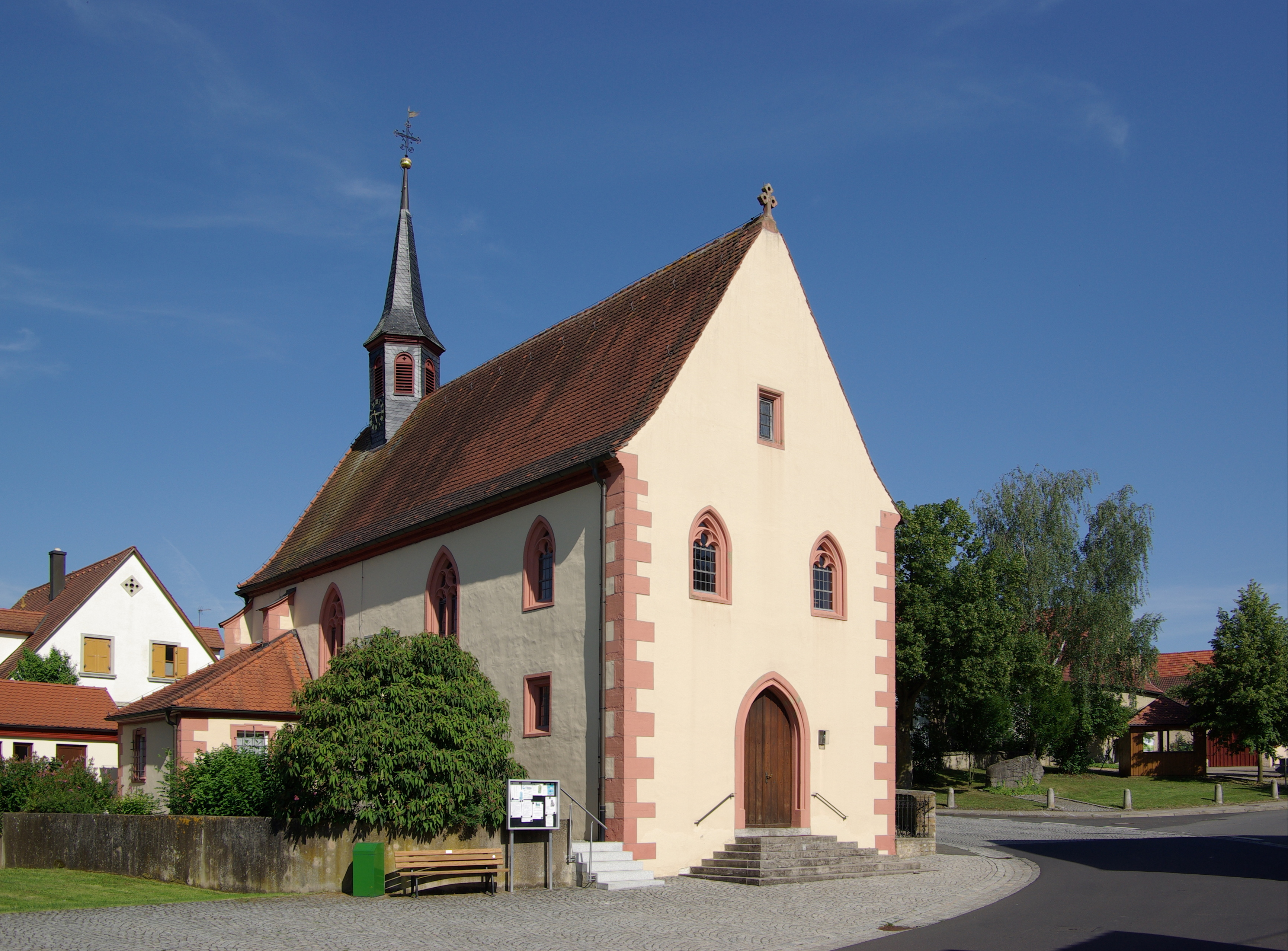
Kirche

### Baudenkmäler
- Die Lauber Madonna ist eine lebensgroße Sandstein-Madonna aus dem frühen 14. Jahrhundert, die einst für „2 Aimer Wein“ von Würzburg in die Lauber Filialkirche St. Nikolaus kam. Die Madonna ist eine großartige Leistung ihrer Zeit und weit über die Gegend hinaus bekannt.
- Die katholische Filialkirche St. Nikolaus wurde im Jahr 1590 im nachgotischen Stil erbaut. Reichlich mit Kunstwerken ausgestattet, enthält sie u. a. die Lauber Madonna, einen Rokoko-Hochaltar aus dem Jahr 1723, eine Kreuzigungsgruppe aus der Zeit der Erbauung der Kirche und eine geschnitzte und vergoldete Gruppe der 14 heiligen Nothelfer aus der frühen Rokokozeit.
- Der Zehnthof ist ein ehemaliges Gasthaus, erbaut 1597.
- Die Dreifaltigkeitskapelle am Ortsausgang in Richtung Prichsenstadt wurde 1736 erbaut.

### Sagen

#### Die Gäste um Mitternacht
Der Zehnthof wurde im 16. Jahrhundert als mächtige Anlage inmitten des Dorfes errichtet. Wenn die Bürgerspitalpfleger nicht in Laub waren, kümmerte sich ein Knecht um das Anwesen. Als er eines Nachts wach lag, kamen plötzlich zwölf Männer in seine Kammer. Sie setzten sich um den Tisch und beratschlagten, was sie dem Mann im benachbarten Bett Grausames antun sollten.
Der Knecht betete daraufhin mit lauter Stimme die 14 Notfhelfer an und sprang dann aus dem Fenster. Glücklicherweise landete er auf einem Misthaufen und nahm deshalb keinen Schaden. Aufgrund dieser Vorkommnisse fürchteten sich in der Folgezeit die Beamten des Würzburger Bürgerspitals, im Haus zu übernachten und verpflichteten den jeweiligen Dorfschultheißen, mit ihnen im verfluchten Zehnthof zu nächtigen.

#### Die Wette
Ein Lauber rühmte sich, dass er vor nichts Furcht habe. Er prahlte sogar, vor Geistern und Gespenstern keine Angst zu kennen. Ein Freund wettete daraufhin mit ihm: Wenn es ihm ohne Furcht gelänge, im Friedhof zu graben und sich dabei eine lange Schürze umzubinden, sollten alle ihm Glauben schenken. Der Mann ging zum Friedhof und begann zu graben, als er einige Zeit gegraben hatte, wollte er aufstehen, kam aber nicht vom Fleck. Er fiel vor Furcht tot um. Dabei hatte nur die Schürze den Furchtlosen vom Gehen abgehalten, weil sie vom Erdhaufen begraben worden war.

## Bildung
Laub liegt heute im Sprengel der Grundschule im Hauptort Prichsenstadt. Ab der 5. Klasse besuchen die Kinder die Nikolaus-Fey-Mittelschule in Wiesentheid. Weiterführende Schulen können mit der Mädchenrealschule in Volkach und mit der Realschule in Dettelbach besucht werden. Gymnasien gibt es in Münsterschwarzach (Egbert-Gymnasium), Volkach-Gaibach (Franken-Landschulheim Schloss Gaibach), Wiesentheid (Steigerwald-Landschulheim) und Kitzingen (Armin-Knab-Gymnasium).

## Persönlichkeiten
- Theodor Stauder (1821–1882), Bierbrauer, Stauder lernte das Bierbrauen in Laub und zog 1867 nach Essen, um hier die heutige Privatbrauerei Jacob Stauder zu gründen
- Karl Treutwein (1921–1985), Heimatforscher und Autor, Treutwein unterrichtete ab 1945 zeitweise an der Volksschule in Laub